# Проводник (железнодорожный служащий)

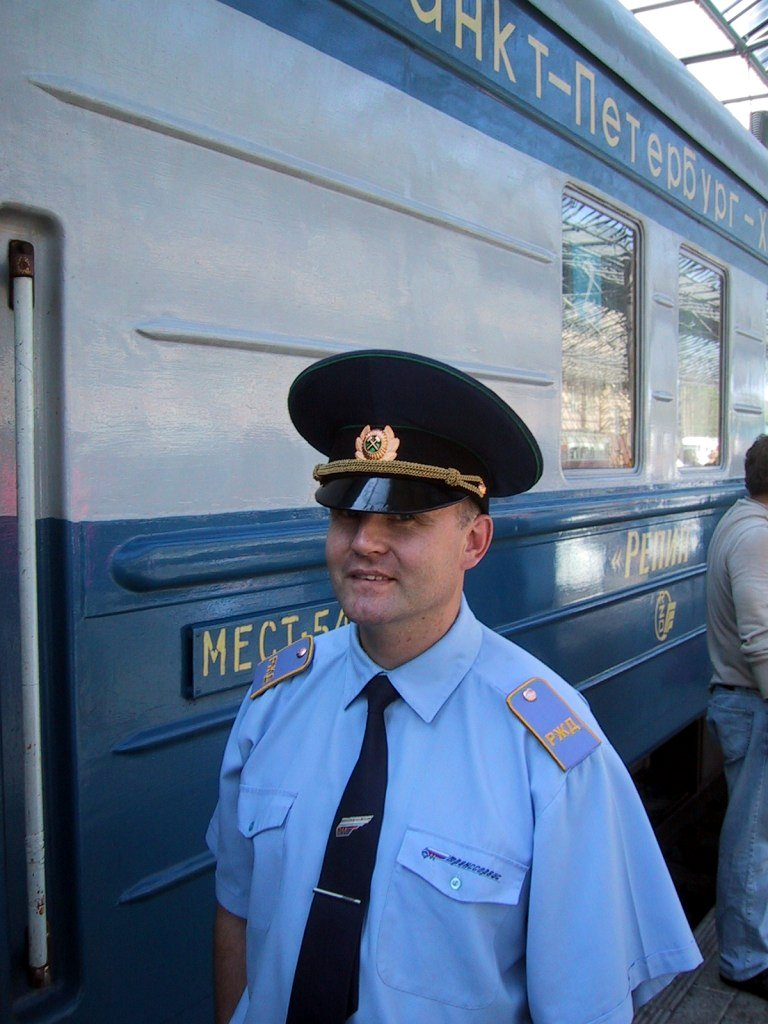
Проводник фирменного поезда «Репин» в июле 2002 года

Проводник — железнодорожный служащий, сопровождающий пассажирский вагон в пути следования и обслуживающий пассажиров.
Функциональные обязанности проводника — это поддержание вагона, его систем жизнеобеспечения, в эксплуатационном состоянии, соблюдение мер транспортной безопасности, и обслуживание пассажиров в пути следования.
Основные обязанности проводника пассажирского вагона:
- осуществление посадки/высадки пассажиров;
- проверка данных и проездных документов и документов, удостоверяющих личность;
- выдача/продажа постельных принадлежностей и их сбор;
- реализация продукции чайной торговли, а также непродовольственных товаров.
- информирование пассажиров о приближении к станции назначения;
- на поездах международного сообщения — организация пассажиров для прохождения пограничного контроля.

- осуществление уборки в пути следования и в пункте оборота.

Сбор и удаление ТБО;
- очистка от наледи ходовых частей в зимние время года;
- поддержание комфортной температуры в вагоне.

Проводник несет материальную ответственность за сохранность всего вагонного имущества. Это постельные принадлежности, посуда, рабочий инвентарь и оборудование.